# Jeane Lassen
Jeane Elizabeth Lassen (Victoria, 26 de septiembre de 1980) es una deportista canadiense que compitió en halterofilia.
Ganó una medalla de bronce en el Campeonato Mundial de Halterofilia de 2006, en la categoría de 69 kg. Participó en los Juegos Olímpicos de Pekín 2008, ocupando el quinto lugar en la categoría de 75 kg.

## Palmarés internacional
| Campeonato Mundial | Campeonato Mundial              | Campeonato Mundial | Campeonato Mundial |
| Año                | Lugar                           | Medalla            | Categoría          |
| ------------------ | ------------------------------- | ------------------ | ------------------ |
| 2006               | Santo Domingo (Rep. Dominicana) | Medalla de bronce  | 69 kg              |